# 邦德 (密西西比州)
邦德（英語：Bond）是位於美國密西西比州斯通縣的普查規定居民點。

## 人口
根據2020年美國人口普查的數據，邦德的面積為6.46平方千米，當中陸地面積為6.45平方千米，而水域面積為0.01平方千米。當地共有人口506人，而人口密度為每平方千米78.33人。